# Фатеев, Юрий Валерьевич
Юрий Вале́рьевич Фате́ев (род. 21 августа 1964, Ленинград) — российский артист балета и педагог. Заслуженный артист России (2010).

## Биография
После окончания Ленинградского хореографического училища им. А. Я. Вагановой в 1982 был принят в балетную труппу Ленинградского театра оперы и балета им. Кирова (с 1991 — Мариинский театр), с 1996 года также работал как педагог-репетитор, участвовал в подготовке спектаклей Джорджа Баланчина, Ролана Пети, Алексея Ратманского и Уильяма Форсайта. Оставил сцену в 2003 году. С 2008 по 2024 год — исполняющий обязанности заведующего балетной труппой, сменил на этой должности Махара Вазиева.
Был приглашённым педагогом в Королевском балете в Лондоне, Шведском королевском балете, Большом театре России и других коллективах. В Датском королевском балете осуществил постановку фрагментов балета «Корсар».

## Репертуар
- Золотой божок, «Баядерка» Л. Минкуса (хореография Н. Зубковского)